# Jezioro Otmuchowskie
Jezioro Otmuchowskie (Zbiornik Otmuchów) – zbiornik zaporowy, zbiornik retencyjny wybudowany w latach 1928-33 (nosił wówczas nazwę Staubecken Ottmachau) na rzece Nysa Kłodzka, tuż powyżej miasta Otmuchów, zapora ziemna. Przy maksymalnym piętrzeniu (18,6 m) zbiornik ma powierzchnię 20,6 km² i pojemność 130,45 hm³.
Zbiornik zamyka zlewnię Nysy Kłodzkiej o powierzchni 2352 km². Jego pojemność, oszacowana w 2001 roku na nowo w związku z sedymentacją osadów rzecznych, mierzona do wysokości przelewu (215 m n.p.m.) wynosiła 130,45 mln m³.
Uroczyste oddanie do użytku zbiornika o nazwie Ottmachauer See oraz uruchomienie elektrowni wodnej nastąpiło 17 czerwca 1933. Elektrownia wodna, usytuowana w zaporze, została wyposażona w dwie turbiny Kaplana o łącznej mocy 4,8 MW przy różnicy poziomów 16 m i przepływie wynoszącym 2×21,5 m³/s.
Zbiornik ma pojemność normalną 58,4 mln m³, pojemność maksymalnego piętrzenia 129,2 mln m³, co daje rezerwę powodziową 70,8 mln m³
Zbiornik należy do tak zwanej Kaskady Nysy Kłodzkiej, składającej się 4 zbiorników wodnych (Zbiornik Topola, Zbiornik Kozielno tworzące Zalew Paczkowski, Jezioro Otmuchowskie i Jezioro Nyskie) w środkowym biegu Nysy Kłodzkiej.
W pobliżu jeziora znajduje się unikalne na skalę krajową siedlisko czapli siwej. Wody jeziora są bogate w ryby, szczególnie w sandacze. Po drugiej stronie miasta Otmuchów znajduje się Jezioro Nyskie.
W okolicach zapory gniazdują białorzytki. Można napotkać ogorzałki, rzadziej uhle, lodówki lub markaczki a także nura rdzawoszyjego i czarnoszyjego. W części zachodniej zbiornika w trzcinach i zaroślach wierzbowych gniazdują 3 gatunki perkozów, bączek, kropiatka oraz błotniak stawowy, a od końca kwietnia usłyszeć można brzęczki. Przelotnie zalatują celem odpoczynku kuliki wielkie, czajki, siewnice oraz biegusy zmienne i krzywodziobe. Stwierdzono także obecność kamusznika, ostrygojada i płatkonoga szydłodziobego.

## Elektrownia
Elektrownia ma szczególną konstrukcję, jest umieszczona po stronie jeziora, a nie za zaporą jak to zazwyczaj wykonuje się. Wyposażona jest w dwie turbiny Kaplana. Wał każdej z turbin jest pionowy i połączony jest z także pionowym wałem generatora, które umieszczono w szybach, 7 m poniżej poziomu elektrowni. Budynek elektrowni to hala o długości blisko 100 m szerokości i wysokości ponad 11 m. Wykonany jako szkielet stalowy i silnie przeszklony.
W 2014 r. zakończono modernizację elektrowni, wymieniono turbiny i generatory. Po modernizacji każdy z generatorów ma moc zainstalowaną 3487,5 kW, którą osiąga przy przepływie 18 m³/s i spadzie wody 21,5 m. Synchroniczne generatory obracają się z prędkością 272,7 obr./min.

## Przypisy

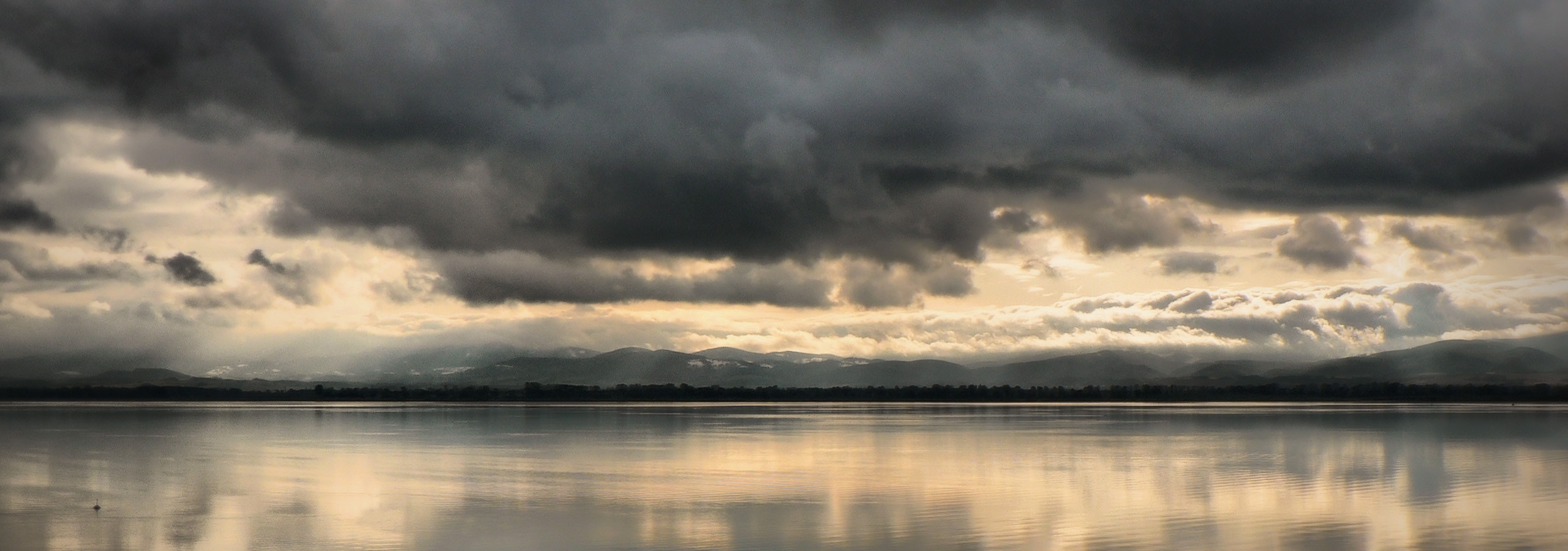
Widok na jezioro, w oddali Góry Złote